# Bulusan (ville)
Pour les articles homonymes, voir Bulusan.
Bulusan est une localité de la province de Sorsogon, aux Philippines. En 2015, elle compte 22 884 habitants.